# New Balance
New Balance Athletic Shoe, Inc. (NBAS) ist ein US-amerikanischer Sportartikelhersteller mit Sitz in Boston, Massachusetts. Das Unternehmen wurde 1906 unter dem Namen New Balance Arch Support Company gegründet.

## Geschichte

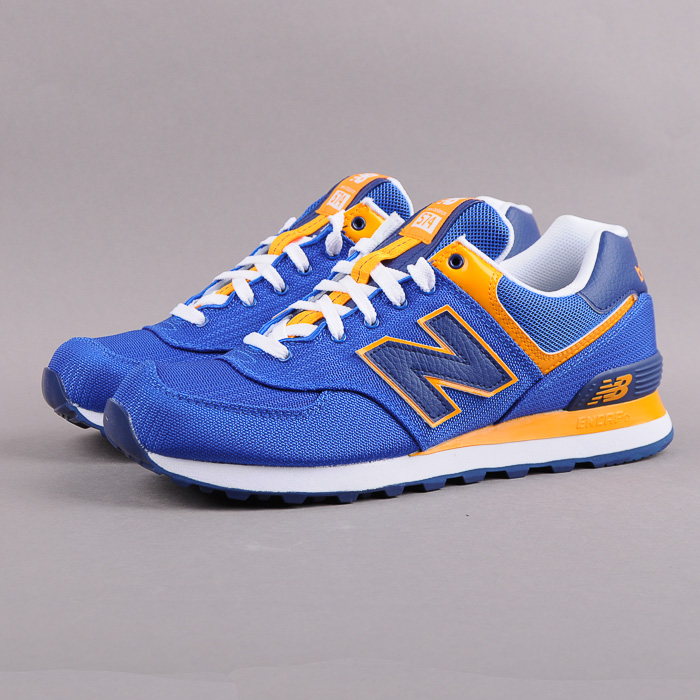
Sportschuhe von New Balance

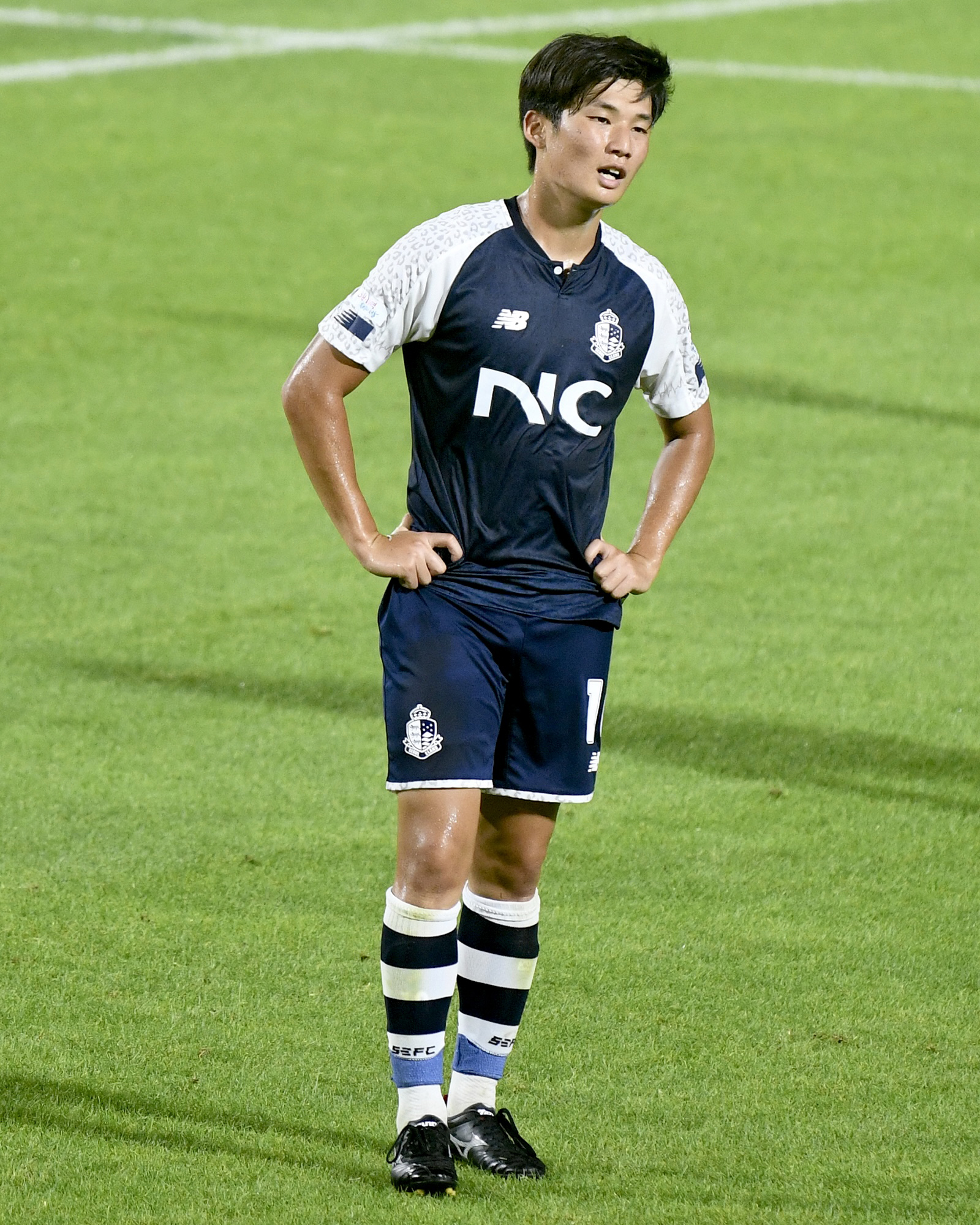
Der südkoreanische Fußballspieler Lee Dong-ryul mit Bekleidung von New Balance

Die New Balance Arch Support Company wurde 1906 vom 33-jährigen englischen Immigranten William J. Riley in Boston gegründet. Anfangs stellte das Unternehmen orthopädische Einlagen her. Im Jahr 1934 wurde Arthur Hall, der bislang beste Verkäufer des Unternehmens (er verkaufte die Produkte vorwiegend an Polizisten und Arbeiter) zum Partner von Riley befördert. 1956 verkaufte Hall die Firma an seine Tochter Eleanor und deren Mann Paul Kidd.
Das Ehepaar Kidd vertrieb bis 1960 weiter orthopädische Einlagen. Dann kam ein Meilenstein in der Geschichte von New Balance: Eleanor und Paul entwarfen und produzierten den „Trackster“, den weltweit ersten Laufschuh mit wellenförmiger Sohle, der in unterschiedlichen Weiten hergestellt wurde. Der „Trackster“ bekam einen großen Schub durch das YMCA-Programm, dessen inoffizieller Schuh er war. College-Track-Teams wie das des Massachusetts Institute of Technology (MIT), der Tufts University und Boston University verwendeten den New Balance Trackster für ihre Cross-Country-Teams, bald von anderen Hochschulen und privaten High Schools im ganzen Land gefolgt.
Das Marketing bestand anfänglich fast ausschließlich aus Mundpropaganda oder lokalen Sportartikelmessen. Das änderte sich jedoch, als der heutige Chairman Jim Davis das Unternehmen 1972 aufkaufte, genau am Tag des Boston-Marathons. Zu diesem Zeitpunkt bestand New Balance aus sechs Leuten, die 30 Paar Schuhe am Tag herstellten. Ein Jahr später traf Davis sich mit der Running-Presse, um sie über New Balance zu informieren, 1978 schloss Jims Frau Anna sich der Firma an. In den 1970er Jahren kam die nächste große Veränderung: Die Umgebung von Boston wurde zur Brutstätte eines regelrechten Lauf-Booms, der sich in den 1970er Jahren durch die ganzen USA ausbreitete. Jim und Anna erweiterten die Produktlinie, die Verkäufe schossen in die Höhe. Außerdem initiierte Davis ein Netzwerk aus unabhängigen Vertriebsrepräsentanten in den USA und in Übersee, damit begann der internationale Vertrieb. 2004 stiftete New Balance ein Denkmal für Stylianos Kyriakides, den Gewinner des Boston Marathons von 1946, der zur Verbreitung des Laufens beitrug.
Heute beschäftigt New Balance weltweit mehr als 5000 Mitarbeiter. Die Produkte werden in 120 Ländern auf allen Kontinenten vertrieben. Das Unternehmen besitzt Tochtergesellschaften in Großbritannien, Frankreich, Deutschland, Schweden, Hongkong, Singapur, Australien, Neuseeland, Mexiko, Kanada, Südafrika und Brasilien. New Balance betreibt fünf Werke in den USA (zwei in Massachusetts und drei in Maine) und eines in Großbritannien (Flimby), aber auch China ist mittlerweile zum Produktionsstandort geworden.
Neben der Leichtathletik verstärkt New Balance auch seine Aktivitäten und Sponsorings im Profi-Fußball. Im Februar 2015 kündigte das Unternehmen seinen Eintritt in den globalen Fußball-Markt an. New Balance hatte seine Fußball-Geschäfte durch seine Tochtergesellschaft Warrior Sports im Jahr 2012 mit einem 40-Millionen-Dollar-Deal mit dem FC Liverpool begonnen.
In der Saison 2015/16 liefen die europäischen Erstligisten FC Porto, FC Sevilla, Celtic Glasgow, Stoke City und der FC Liverpool sowie ab 2016/2017 Lechia Danzig mit dem NB-Logo auf den Trikots auf. Das Endspiel der UEFA Europa League am 18. Mai 2016 bestritten mit dem FC Liverpool und dem FC Sevilla (Ergebnis 1:3) zwei New Balance-Teams.
Seit 2017 ist New Balance Partner der Organisation New York Road Runners und somit Sponsor zahlreicher Lauf-Veranstaltungen in New York City, unter anderem des New-York-City-Marathons.
Bei der Fußball-WM 2018 in Russland rüstete New Balance erstmals zwei Fußballnationalmannschaften aus: Die Nationalmannschaften von Costa Rica und Panama.

## Trivia
Im deutschsprachigen Raum wurde die Marke in den 1990er- und frühen Nuller-Jahren mit Neonazis in Verbindung gebracht. Das aufgenähte N auf den Schuhen soll von ihnen als Kürzel für national gedeutet worden sein. Das Unternehmen reagierte 2005 mit einem Lieferstopp gegenüber Läden, die dieser Szene zugerechnet wurden, und einer speziell auf Athleten zugeschnittenen Werbekampagne.
Unter organisierten Fußballfans (Ultras) ist die Marke unabhängig von politischen Sichtweisen weit verbreitet.
Steve Jobs war neben dem Tragen seines schwarzen Issey-Miyake-Rollkragenpullovers und der Levi’s 501 für seine grauen 991er New-Balance-Sportschuhe bekannt.